# Eliza Haywood

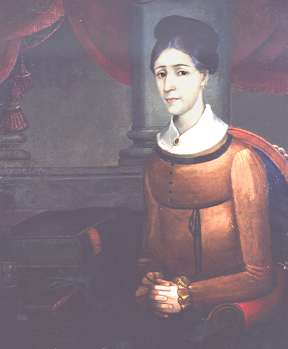
Porträt von Eliza Haywood

Eliza Haywood (* 1693 als Eliza Fowler; † 25. Februar 1756 in Westminster; Pseudonym: Exploralibus) war eine britische Schauspielerin und Schriftstellerin.

## Leben
Über das Leben von Eliza Haywood bis zu ihrer Hochzeit ist wenig bekannt. Die Anglistin Christine Blouch identifiziert die Schriftstellerin als die am 14. Oktober 1693 getaufte Tochter von Francis und Elizabeth Fowler, doch diese These konnte bisher nicht abschließend belegt werden. Als terminus ante quem für die Heirat wird das Jahr 1714 angesetzt, da die Schauspielerin zu diesem Zeitpunkt bereits unter dem Namen Haywood im Smock Alley Theatre in Dublin auftrat. Dort erhielt sie auch Schauspielunterricht von Joseph Ashbury.
Im Jahr 1715 spielte Haywood die Rolle der Chloe in einer von Thomas Shadwell angefertigten Adaption von Shakespeares Tragödie Timon von Athen. Um 1717 wechselte Haywood vom Smock Alley Theatre an das Lincoln’s Inn Fields Theatre. Zwei Jahre später erschien Haywoods erster Roman, Love in Excess (1719), der sich an französischsprachiger Trivialliteratur orientiert, aber dennoch für seine vergleichsweise komplexen Charaktere gelobt wurde.
In dieser Zeit verstarb auch Haywoods Ehemann, von dessen Identität nichts Näheres bekannt ist. Bald darauf nahm Eliza Haywood den Schriftsteller Richard Savage bei sich auf, der meist als der Vater ihres ersten Kindes angenommen wird. Die Beziehung dauerte bis spätestens 1724, als Haywood begann, mit William Hatchett zusammenzuleben, der als der Vater ihres zweiten Kindes gilt. Im selben Jahr erschien Haywoods erstes Theaterstück A Wife to be Lett (1724), etwa gleichzeitig mit ihren politischen Memoirs of a Certain Island, Adjacent to Utopia (1724–5). Haywood begann außerdem, nebenberuflich als Übersetzerin zu arbeiten. Unter anderem übersetzte sie Texte von Madeleine-Angélique de Gomez, Matteo Bandello und Antoine-François Prévost.
Um 1730 übernahm Haywood ein Engagement am Theatre Royal Haymarket, das damals unter dem Namen Little Theatre von dem 23-jährigen Henry Fielding geleitet wurde. Dort spielte sie unter anderem die Rolle der Mrs. Screen in Fieldings Historical Register for the Year 1736 sowie die Muse in Eurydice Hiss'd. In Analogie zu Fieldings 1731 uraufgeführter Tragedy of Tragedies verfasste Haywood ein Stück mit dem Titel The Opera of Operas (1733), das musikalische Elemente von John Frederick Lampe and Thomas Arne beinhaltete.
Im Jahr 1735 erschien mit The Dramatic Historiographer Haywoods erstes theaterwissenschaftliches Werk. Der Text wurde als A Companion to the Theatre mehrfach ergänzt und neu aufgelegt. Gleichzeitig blieb Haywood weiterhin politisch aktiv und publizierte 1736 den gesellschaftskritischen Roman The Adventures of Eovaai. Besondere Bekanntheit erlangte Haywoods Roman Anti-Pamela, or, Feign'd Innocence Detected (1741), eine Parodie auf den damals populären Roman Pamela (1741) von Samuel Richardson.
Nach einigen gescheiterten Versuchen, eine Zeitschrift für weibliches Publikum herauszubringen, gelang Haywood mit The Female Spectator (1744–1755) ein langanhaltender Erfolg. Die Zeitschrift blieb im Vergleich zu Konkurrenzprodukten lange am Markt und wurde später in der gebundenen Fassung mehrfach neu aufgelegt. Ebenfalls eine große Bekanntheit erlangte Haywoods Roman The History of Miss Betsy Thoughtless (1751), der vielfach für die Darstellung seiner intelligenten Protagonistin gelobt wurde. Im Oktober 1755 stellte Haywood schließlich die Arbeit an The Female Spectator sowie an einem neueren Zeitschriftenprojekt namens The Young Lady ein. Der Grund waren zunehmende gesundheitliche Probleme, die Haywood beim Schreiben stark beeinträchtigten. Am 25. Februar des folgenden Jahres verstarb Haywood in ihrer Wohnung in Westminster. Wenige Tage später wurde sie am Friedhof der St Margaret’s Church beigesetzt.

## Werk (Auswahl)
In ihrer aktiven Zeit verfasste Haywood mehrere Erzähltexte im Jahr, deren Inhalt von politischer Kritik bis leicht pornographischen Handlungsmustern reicht. Auffällig sind die häufigen intertextuellen Bezüge zu den populären Texten ihrer Zeit.
- Love in Excess (1719)
- The British Recluse (1722)
- The Injur'd Husband (1723)
- Idalia, or, The Unfortunate Mistress (1723)
- A Wife to be Lett (1724)
- Memoirs of a Certain Island, Adjacent to Utopia (1724–5)
- Fantomina (1725)
- The Mercenary Lover (1726)
- The City Jilt (1726)
- Philidore and Placentia (1727)
- The Fruitless Inquiry (1727)
- The Secret History of the Present Intrigues of the Court of Caramania (1727)
- Frederick, Duke of Brunswick-Lunenburgh (1729)
- The Opera of Operas (1733)
- The Dramatic Historiographer (1735)
- The Adventures of Eovaai (1736)
- Anti-Pamela, or, Feign'd Innocence Detected (1741)
- Parrot (1746)
- A Letter from H— G——g, Esq. (1750)
- The History of Miss Betsy Thoughtless (1751)
- The Invisible Spy (1755)
- The Wife (1756)